# 光华镇 (乡宁县)
光华镇，是中华人民共和国山西省临汾市乡宁县下辖的一个乡镇级行政单位。

## 行政区划
光华镇下辖以下地区：
光华村、铺头村、湾里村、苗峪村、七郎庙村、北家村、高庄村、柴汾村、陡坡村、坪坡村、土霍村、岭上村、坂头村、西坡村、土窑村、沈家村、后峪村和上窑村。